# Cryptophagus fallax
Cryptophagus fallax is een keversoort uit de familie harige schimmelkevers (Cryptophagidae). De wetenschappelijke naam van de soort werd in 1953 gepubliceerd door John Balfour-Browne.